# Efferia cockerellorum
Efferia cockerellorum är en tvåvingeart som först beskrevs av James 1953.  Efferia cockerellorum ingår i släktet Efferia och familjen rovflugor.
Artens utbredningsområde är Honduras. Inga underarter finns listade i Catalogue of Life.